# Iva Grbas
Iva Grbas (Fiume, 29 dicembre 1987) è un'ex cestista croata.
Ala grande-centro di 188 cm, ha giocato in Serie A1 con Priolo Gargallo.

## Carriera
Ha saltato quasi totalmente la stagione in Italia per un infortunio al legamento crociato anteriore del ginocchio sinistro.

## Statistiche

### Presenze e punti nei club
Dati aggiornati al 30 giugno 2014
| Stagione        | Squadra                    | Competizione | Partite | Partite | Partite | Statistiche tiro | Statistiche tiro | Statistiche tiro | Altre statistiche | Altre statistiche | Altre statistiche | Altre statistiche | Altre statistiche |
| Stagione        | Squadra                    | Competizione | Pres.   | Titol.  | Minuti  | Tiri da 2        | Tiri da 3        | Liberi           | Rimb.             | Assist            | Rubate            | Stopp.            | Punti             |
| --------------- | -------------------------- | ------------ | ------- | ------- | ------- | ---------------- | ---------------- | ---------------- | ----------------- | ----------------- | ----------------- | ----------------- | ----------------- |
| 2010-2011       | Lupa Promotion Novi Zagreb | A1 LŽ        |         |         |         |                  |                  |                  |                   |                   |                   |                   |                   |
| 2011-2012       | Reims Basket Féminin       | LF2          | 26      |         | 729     | 98/218           | 19/71            | 60/76            | 133               | 13                | 23                |                   | 313               |
| 2012-2013       | Limoges ABC                | LF2          | 20      |         | 581     | 82/180           | 25/80            | 45/51            | 98                | 68                | 24                |                   | 284               |
| 2013-2014       | Bricocenter Priolo         | Serie A1     | 7       | 5       | 168     | 15/38            | 1/15             | 11/13            | 32                | 3                 | 5                 | 0                 | 44                |
| Totale carriera |                            |              |         |         |         |                  |                  |                  |                   |                   |                   |                   |                   |